# Вурот
Вурот (хорв. Vurot) — населений пункт у Хорватії, у Сисацько-Мославинській жупанії у складі міста Сисак.

## Населення
Населення за даними перепису 2011 року становило 103 осіб.
Динаміка чисельності населення поселення:

## Клімат
Середня річна температура становить 10,93 °C, середня максимальна – 25,27 °C, а середня мінімальна – -5,88 °C. Середня річна кількість опадів – 930 мм.
| Клімат поселення                              | Клімат поселення | Клімат поселення | Клімат поселення | Клімат поселення | Клімат поселення | Клімат поселення | Клімат поселення | Клімат поселення | Клімат поселення | Клімат поселення | Клімат поселення | Клімат поселення | Клімат поселення |
| Показник                                      | Січ.             | Лют.             | Бер.             | Квіт.            | Трав.            | Черв.            | Лип.             | Серп.            | Вер.             | Жовт.            | Лист.            | Груд.            |                  |
| Середній максимум, °C                         | 6,64             | 8,52             | 13,07            | 17,44            | 22,23            | 25,27            | 24,48            | 23,70            | 20,06            | 14,95            | 9,58             | 5,39             |                  |
| Середня температура, °C                       | 0,38             | 2,26             | 6,80             | 11,17            | 15,97            | 19,02            | 20,70            | 19,94            | 16,28            | 11,18            | 5,81             | 1,62             |                  |
| Середній мінімум, °C                          | −5,88            | −4               | 0,54             | 4,92             | 9,71             | 12,76            | 16,94            | 16,17            | 12,52            | 7,41             | 2,04             | −2,13            |                  |
| Норма опадів, мм                              | 57               | 55               | 63               | 75               | 81               | 92               | 83               | 87               | 85               | 88               | 93               | 71               |                  |
| Середньомісячна швидкість вітру, м/с          | 1.78             | 1.96             | 2.38             | 2.22             | 2.06             | 1.90             | 1.82             | 1.70             | 1.70             | 1.74             | 1.80             | 1.80             |                  |
| Середньомісячна сонячна радіація, кДж/м²·день | 4256             | 6989             | 10661            | 15147            | 19354            | 21467            | 22551            | 19558            | 14438            | 8920             | 4718             | 3438             |                  |
| --------------------------------------------- | ---------------- | ---------------- | ---------------- | ---------------- | ---------------- | ---------------- | ---------------- | ---------------- | ---------------- | ---------------- | ---------------- | ---------------- | ---------------- |
| Джерело:                                      |                  |                  |                  |                  |                  |                  |                  |                  |                  |                  |                  |                  |                  |